# River Ceiriog
River Ceiriog är ett vattendrag i Storbritannien.   Det ligger i riksdelen England, i den södra delen av landet, 250 km nordväst om huvudstaden London.